# Diaphus coeruleus
Diaphus coeruleus es una especie de pez linterna perteneciente al género Diaphus,  de la subfamilia Lampanyctinae. Fue descrita por Klunzinger en 1871.
Especie inofensiva para el ser humano.

## Descripción
Longitud estándar de 13,7 centímetros.

## Distribución y hábitat
Se distribuye por el mar Rojo y mar de Andamán, Papúa Nueva Guinea, Indonesia y Australia. También en el mar de China Meridional. Puede alcanzar profundidades de 457-549 metros.